# Čujec
Čujec je priimek v Sloveniji, ki ga je po podatkih Statističnega urada Republike Slovenije na dan 1. januarja 2010 uporabljalo 46 oseb in je med vsemi priimki po pogostosti uporabe uvrščen na 7.950. mesto.

## Znani nosilci priimka
- Bibijana Čujec Dobovišek (1926-2022), fizičarka
- Kristijan Čujec (*1988), igralec futsala